# Haaniella saussurei

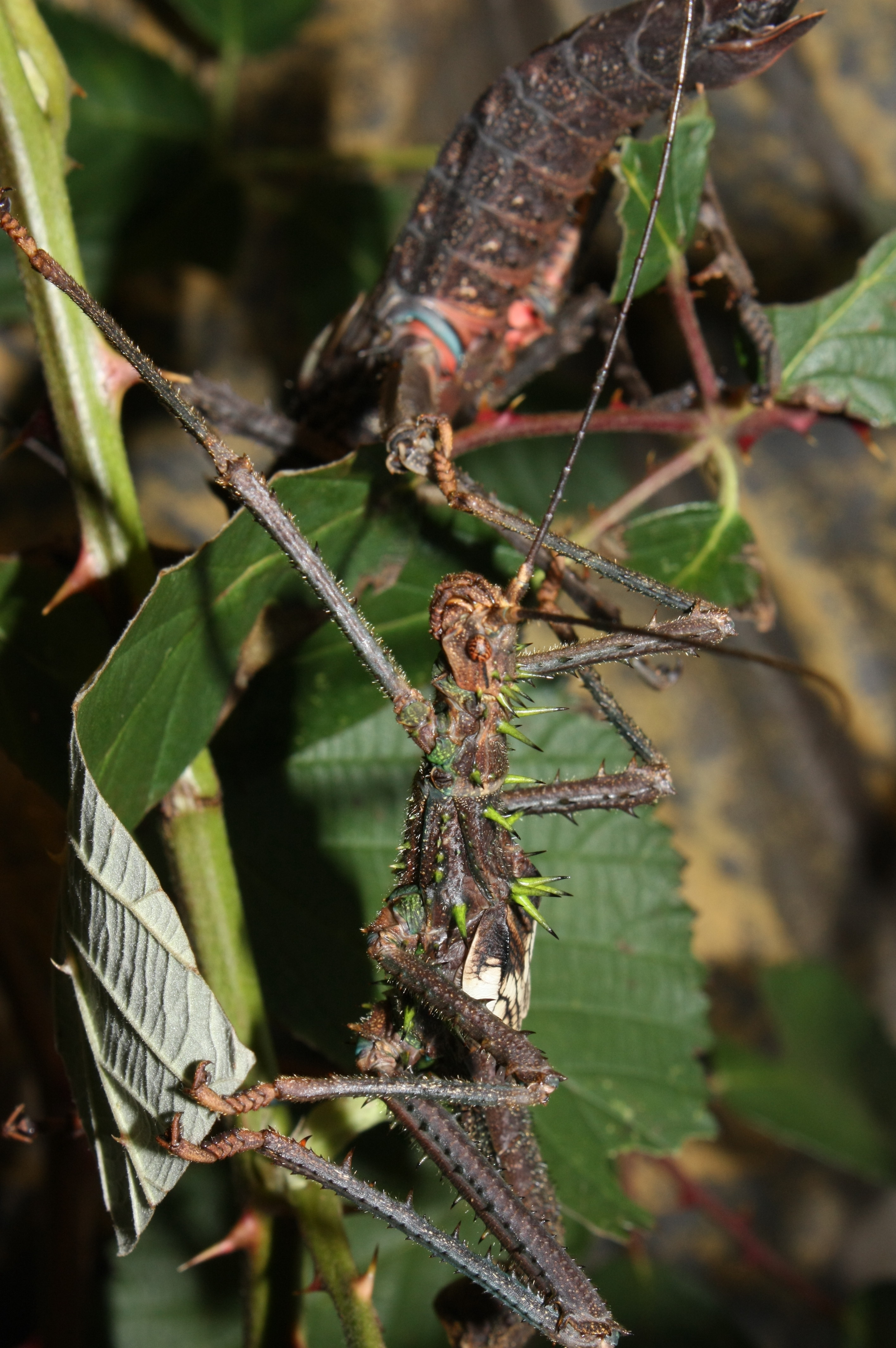
Porträt eines Männchens und Abdomenunterseite einer subadulten weiblichen Nymphe

Haaniella saussurei ist eine Gespenstschreckenart aus der Familie Heteropterygidae und gehört zu den auf Borneo beheimateten Vertretern der Gattung Haaniella.

## Merkmale
Wie für alle Vertreter der Gattung typisch, hat auch Haaniella saussurei in beiden Geschlechtern viele spitze Dornen an Körper und Beinen sowie stark verkürzte Flügel. Die als Tegmina ausgebildeten Vorderflügel bedecken die kurzen Hinterflügel vollständig. Letztere sind zu Stridulationsorganen umgewandelt und dienen zur Abwehr von Feinden. Die Weibchen sind oft kontrastreich hell und dunkelbraun gemustert, können aber ebenso nur dunkel sein. Mit zunehmendem Alter lässt der Kontrast bei den gemusterten Weibchen nach und die Tiere werden dunkler. Eierlegende Weibchen haben einen auffällig prallen Hinterleib (Abdomen), dessen Ende von einem stachelartigen Legeapparat gebildet wird, der den eigentlichen Ovipositor umgibt. Das dorsale Endglied dieses Legestachels wird vom elften Tergum gebildet. Diese als Supraanalplatte bezeichnete Struktur ist bei den Weibchen von Haaniella saussurei am Ende durch vier feine Zähne charakterisiert. Ältere Jugendstadien haben kräftig rosarot gefärbte Zwischenhäute im Bereich der Hinter- und Mittelhüften und teilweise auch an den Zwischenhäuten der Hinterleibssegmente. Die Hinter- und Mittelhüften selbst sind hell- bis stahlblau. Diese auffällige Färbung dient der Warnung, da sich die Tiere mittels der dornigen Hinterbeine verteidigen. Die Hinterbeine werden zusammen mit dem Abdomen in die Höhe gestreckt und klappen bei Berührung zusammen, so dass sie einen Angreifer einklemmen. Weibchen werden mit 127 bis 132 mm deutlich größer als die Männchen. Diese sind viel schlanker, auf dem Rücken wesentlich stachliger und werden nur etwa 82 bis 92 mm lang. Sie sind unmittelbar nach der Imaginalhäutung meist dunkelbraun, werden dann aber häufig sehr hell. Ihre Vorderflügel sind an der Basis dunkelbraun und an den seitlichen Rändern fast weiß. Der mittlere und hintere Anteil ist ebenfalls weiß mit einer dunkelbraunen Aderung. Die Stacheln und Gelenkhäute sind oft auffällig grün. Sowohl in der Färbung des Körpers, als auch der Flügel, ähneln sie sehr den Männchen von Haaniella grayii, wobei diese meist noch intensivere Grüntöne zeigen. Während aber Haaniella grayii auf dem Mesonotum neben den charakteristischen vier Stacheln am Ende noch vorn und in der Mitte ein Paar lange Stacheln hat, fehlt Haaniella saussurei das Stachelpaar in der Mitte des Mesonotums. Bei adulten Männchen fallen nicht nur die grünen Stacheln auf, sondern auch die grünen, teilweise auch türkisgrünen Gelenkbereiche insbesondere an den Hinterhüften, die dort durch den roten Schenkelring besonders hervortreten.

## Verbreitung und Fortpflanzung
Das Verbreitungsgebiet von Haaniella saussurei ist auf die küstennahen Bereiche im Westen der Insel Borneo beschränkt. Hier wurde die Art im Südwesten des malaiischen Bundesstaates Sarawak gefunden. Die Weibchen legen die zitronenförmigen, unbehaarten Eier in den Boden ab. Diese sind 9 bis 12 mm lang, 7 mm hoch und etwa 6 mm breit.

## Systematik
Henri de Saussure ordnete 1869 ein von ihm untersuchtes Weibchen der zehn Jahre zuvor von John Obadiah Westwood beschriebenen Heteropteryx grayii (heute Haaniella grayii) zu, weist aber auf einige Unterschiede hin. William Forsell Kirby beschrieb 1904 die Gattung Haaniella, in welcher er für das von Saussure untersuchtes Weibchen eine eigene Art aufstellte, die er zu Ehren Saussures Haaniella saussurei nannte. Das im Muséum d’histoire naturelle de la Ville de Genève hinterlegte Weibchen ist somit der Holotypus der Art, als auch der von Saussure beschriebene Hololectotypus von deren erstem Synonym Heteropteryx grayi Saussure, 1869. Auch unter den fünf Typen von Haaniella grayi, die als „Westwoods Typen“ bezeichnet werden, ist von den vier im Oxford University Museum of Natural History hinterlegten Exemplaren lediglich der weibliche Lectotypus tatsächlich ein Vertreter von Haaniella grayii, während es sich bei dem weiblichen und den zwei männlichen Paralectotypen um Haaniella saussurei handelt. Josef Redtenbacher vertrat 1906 die Ansicht, dass die Tiere der Gattung Heteropteryx zuzuordnen sein und bezeichnete sie entsprechend. Er ergänzte wie bei vielen anderen Arten "nov. spec.", was nach heutigem Verständnis als Hinweis auf eine Neubeschreibung gilt und zu einem weiteren Synonym geführt hat. Gemeint war wohl die Neukombination von Gattungs- und Artnamen (heute üblich: comb. nov.). John W. H. Rehn stellte 1938 das von Kirby als Haaniella saussurei beschriebene Weibchen zu Haaniella echinata und synonymisierte somit Haaniella saussurei. Gleichzeitig beschrieb er anhand eines an der Academy of Natural Sciences in Philadelphia hinterlegten Männchens aus der Sammlung von Morgan Hebard die Art Haaniella echidna. Diese wurde von Klaus Günther 1944 als Unterart zu Haaniella echinata gestellt. Auch die von Kirby beschriebene Art hielt er für einen Unterart und nannte sie Haaniella echinata saussurei. Als Autor der Unterart nennt er nicht Kirby, sondern Redtenbacher. Philip E. Bragg erkannte Haaniella saussurei 1992 wieder als eigenständige Art an und überstellte auch die 1978 von Daniel Otte wieder in den Artstatus erhobene Haaniella echidna als Synonym zu dieser. Somit sind als Synonyme anzusehen:
Syn. = Haaniella echidna Rehn, J. W. H., 1938
Syn. = Heteropteryx grayi Saussure, 1869
Syn. = Heteropteryx saussurei Redtenbacher, 1906
Frank H. Hennemann et al. teilten 2016 die Gattung in drei Artengruppen ein. Haaniella saussurei wurde gemeinsam mit Haaniella echinata und Haaniella scabra der "echinata"-Artengruppe zugeordnet. Diese Zuordnung konnte durch eine molekulargenetische Untersuchung von 2021 nicht bestätigt werden. Sarah Bank et al. schlossen neben anderen auch mindestens fünf von Borneo stammenden Arten in ihre Untersuchung ein und zeigten, dass Haaniella saussurei eine Sonderstellung innerhalb der Gattung hat, während die anderen von Borneo stammenden Arten relativ eng miteinander verwandt sind.

## Terraristik
In der Terraristik tauchte Haaniella saussurei erstmals in der zweiten Hälfte der 1990er Jahre auf. Die Zuchtstämme gehen zurück auf Tiere die von Philip E. Bragg und Ian Abercrombie 1994 in Sarawak, genauer in Tarum nahe Debak gesammelt wurden. Von der Phasmid Study Group erhielt die Art die PSG-Nummer 177.

Für die Haltung von Haaniella saussurei werden mittelgroße Terrarien benötigt. In diesen sollte ein zur Eiablage geeignetes, stets leicht feuchtes Substrat den Terrarienboden fünf bis zehn Zentimeter bedecken. Die Luftfeuchtigkeit und Temperatur im Terrarium sollten eher hoch sein, um der tropischen Herkunft der Tiere gerecht zu werden. Gefressen werden Blätter von Brombeeren, Himbeere, Efeu, Eichen, Eukalyptus und Shallon-Scheinbeere.

## Bilder

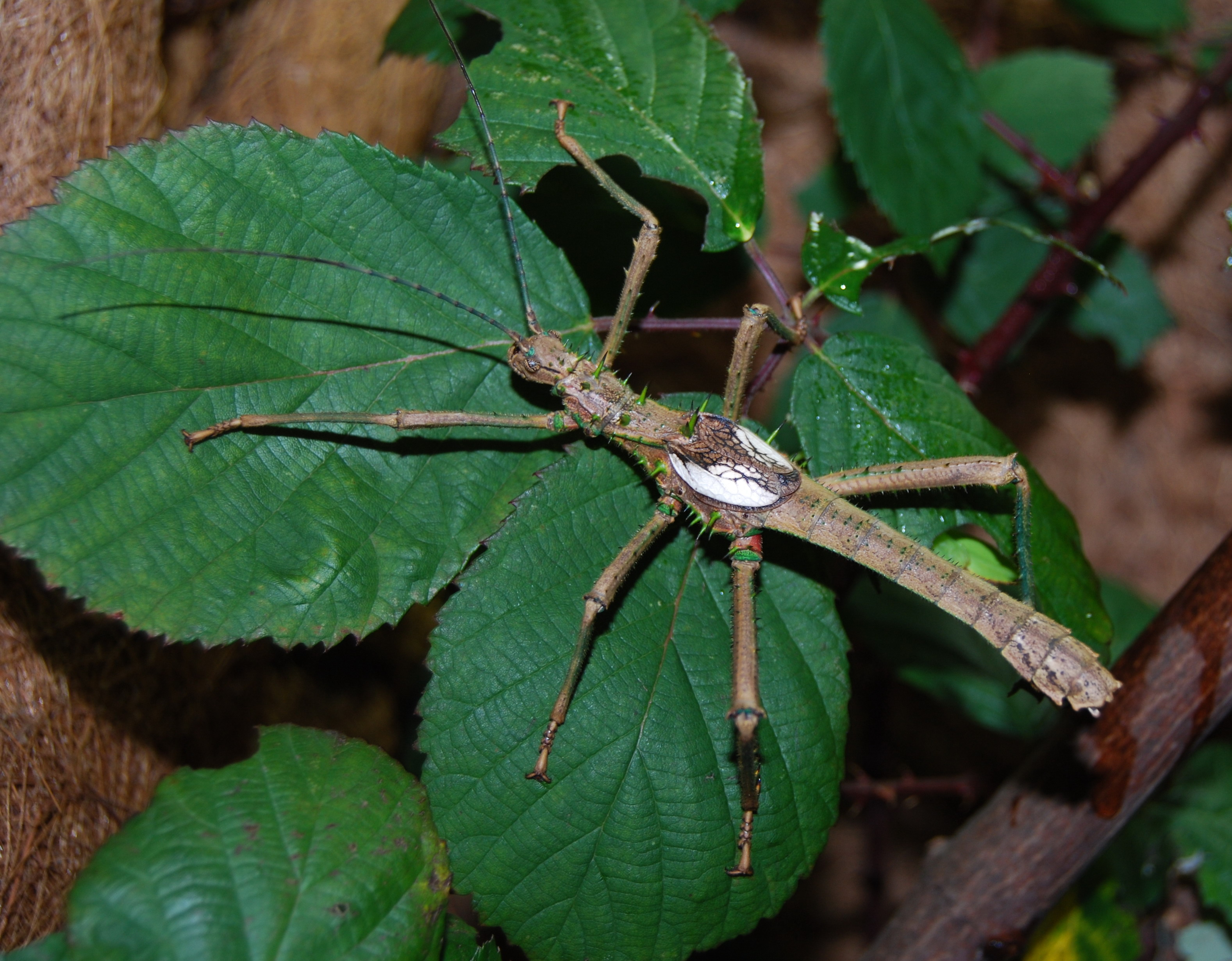
Männchen
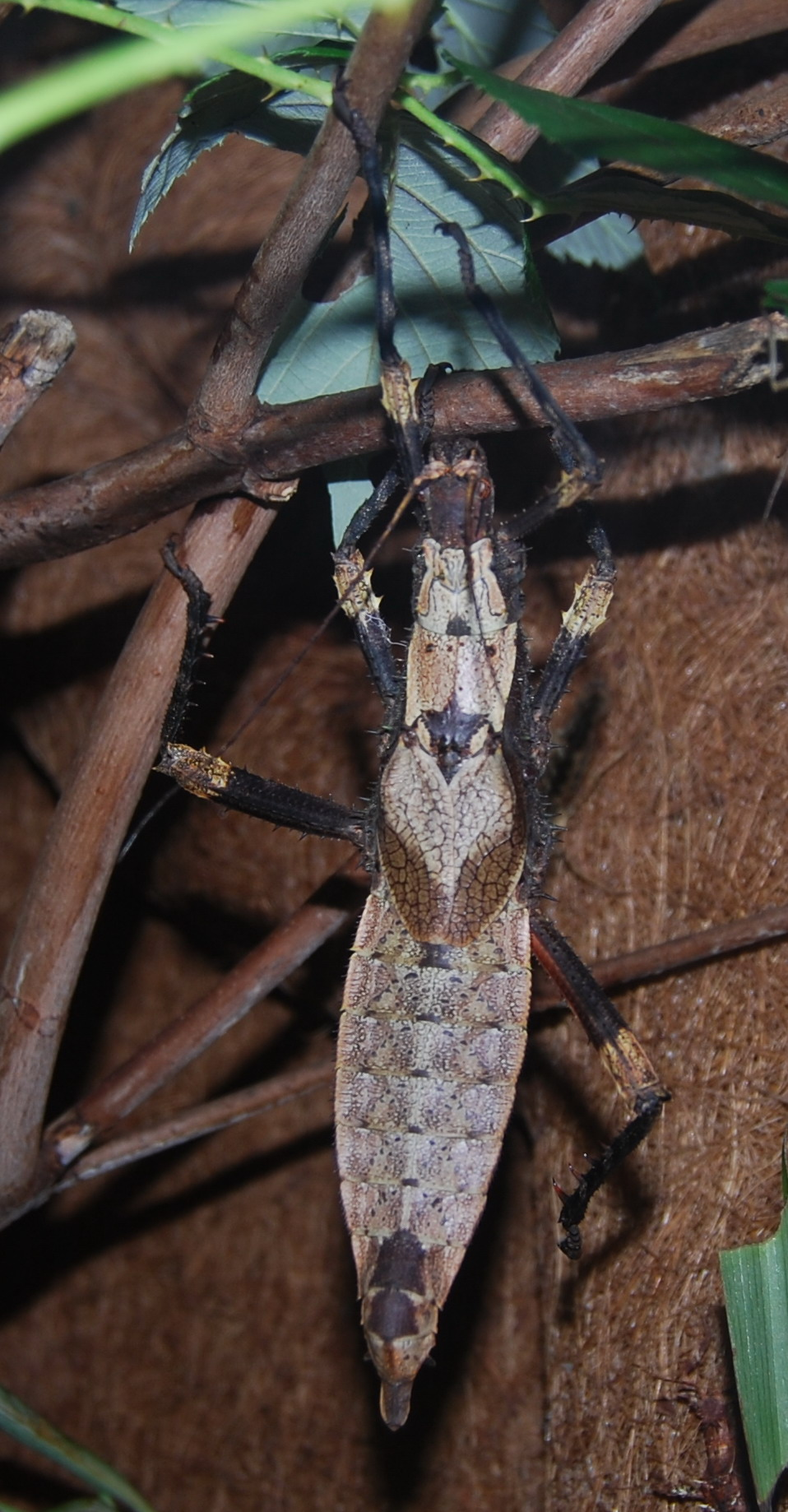
Kontrastreich gezeichnetes Weibchen
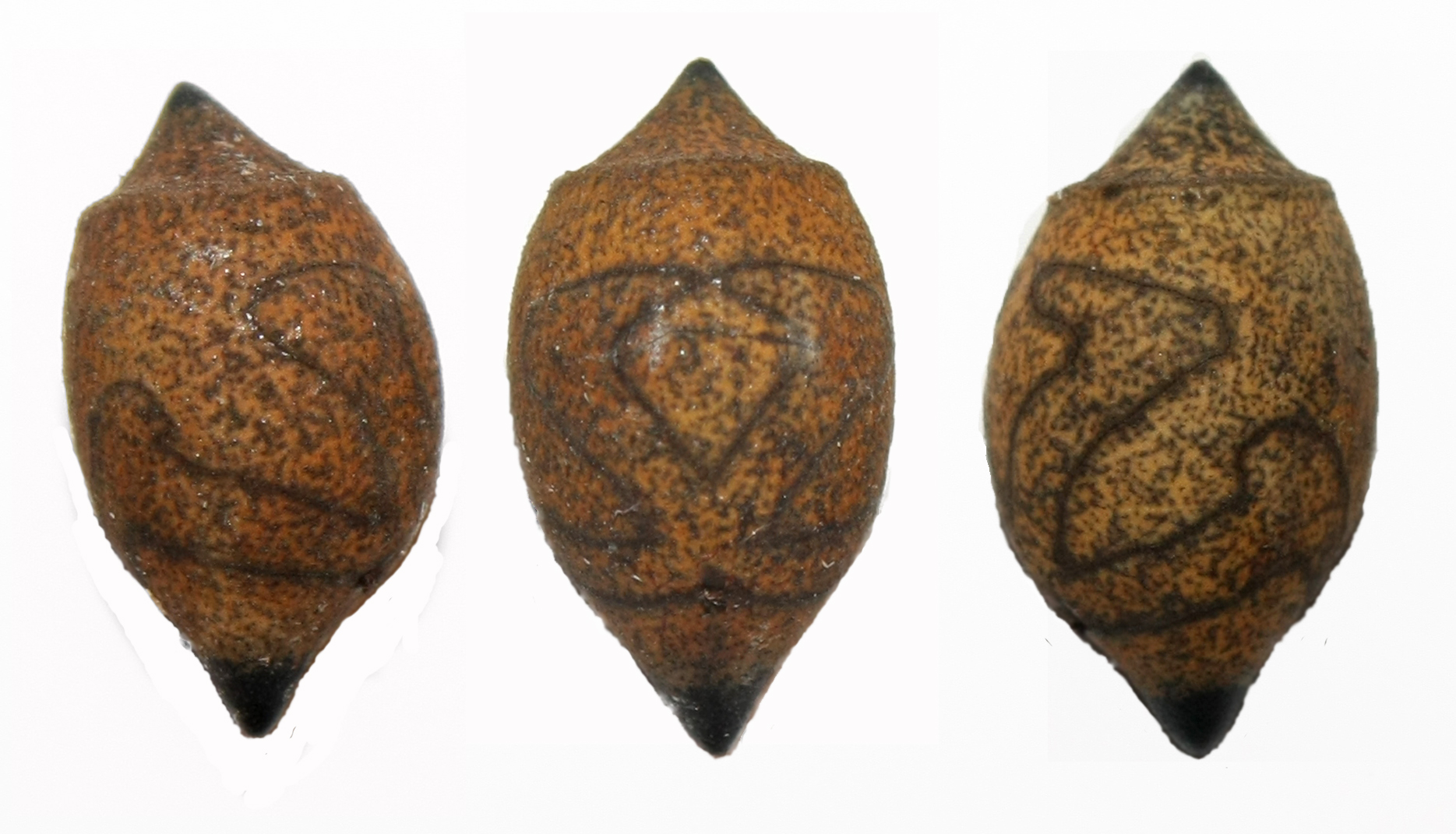
Eier
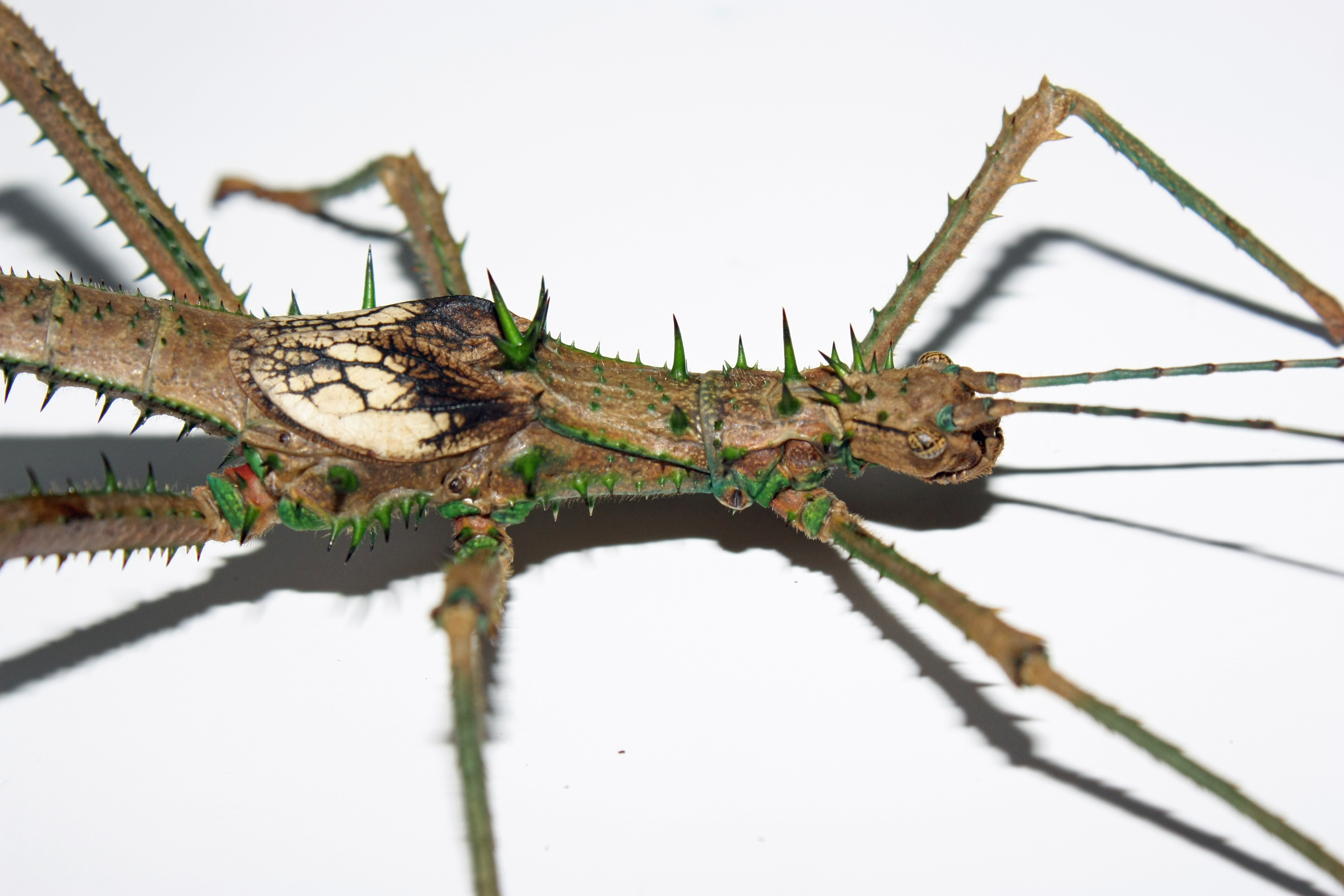
Anordnung der Bruststacheln bei einem Männchen